# Classe River (destroyer d'escorte)
Pour les autres classes de navires du même nom, voir Classe River.
La classe River était une série de six destroyers d'escorte de la Royal Australian Navy ayant servi de 1961 à 1998.

## Navires
La classe River se divise en deux groupes différents même si elle est présentée comme une classe unique : 
| Nom                          | Chantier naval    | Lancement       | Mise en service   | Désarmement                      | Statut                                          |
| Type 12M                     | Type 12M          | Type 12M        | Type 12M          | Type 12M                         | Type 12M                                        |
| ---------------------------- | ----------------- | --------------- | ----------------- | -------------------------------- | ----------------------------------------------- |
| HMAS Yarra (DE 45) (en)      | 30 septembre 1958 | 27 juillet 1961 | 22 novembre 1985  | Williamstown Dockyard, Melbourne | Démantelé à Alang en 1985                       |
| HMAS Parramatta (DE 46) (en) | 31 janvier 1959   | 14 juillet 1961 | 11 novembre 1991  | Chantier naval de l'île Cockatoo | Démantelé à Karachi en 1991                     |
| HMAS Stuart (DE 48) (en)     | 8 avril 1961      | 28 juin 1963    | 26 juillet 1991   | Chantier naval de l'île Cockatoo | Démantelé à Alang en 1992                       |
| HMAS Derwent (DE 49) (en)    | 17 avril 1961     | 30 avril 1964   | 8 août 1994       | Williamstown Dockyard, Melbourne | Sabordé pour servir de récif artificiel en 1994 |
| Type 12I                     |                   |                 |                   |                                  |                                                 |
| HMAS Swan (DE 50) (en)       | 16 décembre 1967  | 20 janvier 1970 | 13 septembre 1996 | Williamstown Dockyard, Melbourne | Sabordé pour servir de récif artificiel en 1997 |
| HMAS Torrens (DE 53) (en)    | 28 septembre 1968 | 19 janvier 1971 | 11 septembre 1998 | Williamstown Dockyard, Melbourne | Coulé en 1999 en tant que cible d'essai         |